# 達拉斯·凱戈
達拉斯･凱戈（/ˈkaɪkəl/，KY-kəl，1988年1月1日—），外號叫"Kid Keuchy"，為美國職棒大聯盟的先發投手，現效力於日本職棒千葉羅德海洋，先前曾效力於太空人、勇士、白襪、響尾蛇、遊騎兵、雙城與釀酒人等隊。他以前就讀於阿肯色大學。凱戈於2012年登上大聯盟，在2014年的時候獲得美聯金手套獎和防守聖經獎，2015年則初次參加明星賽，以及獲得美聯賽揚獎，並且連續兩年得到美聯金手套獎和防守聖經獎。

## 生平

### 職業生涯

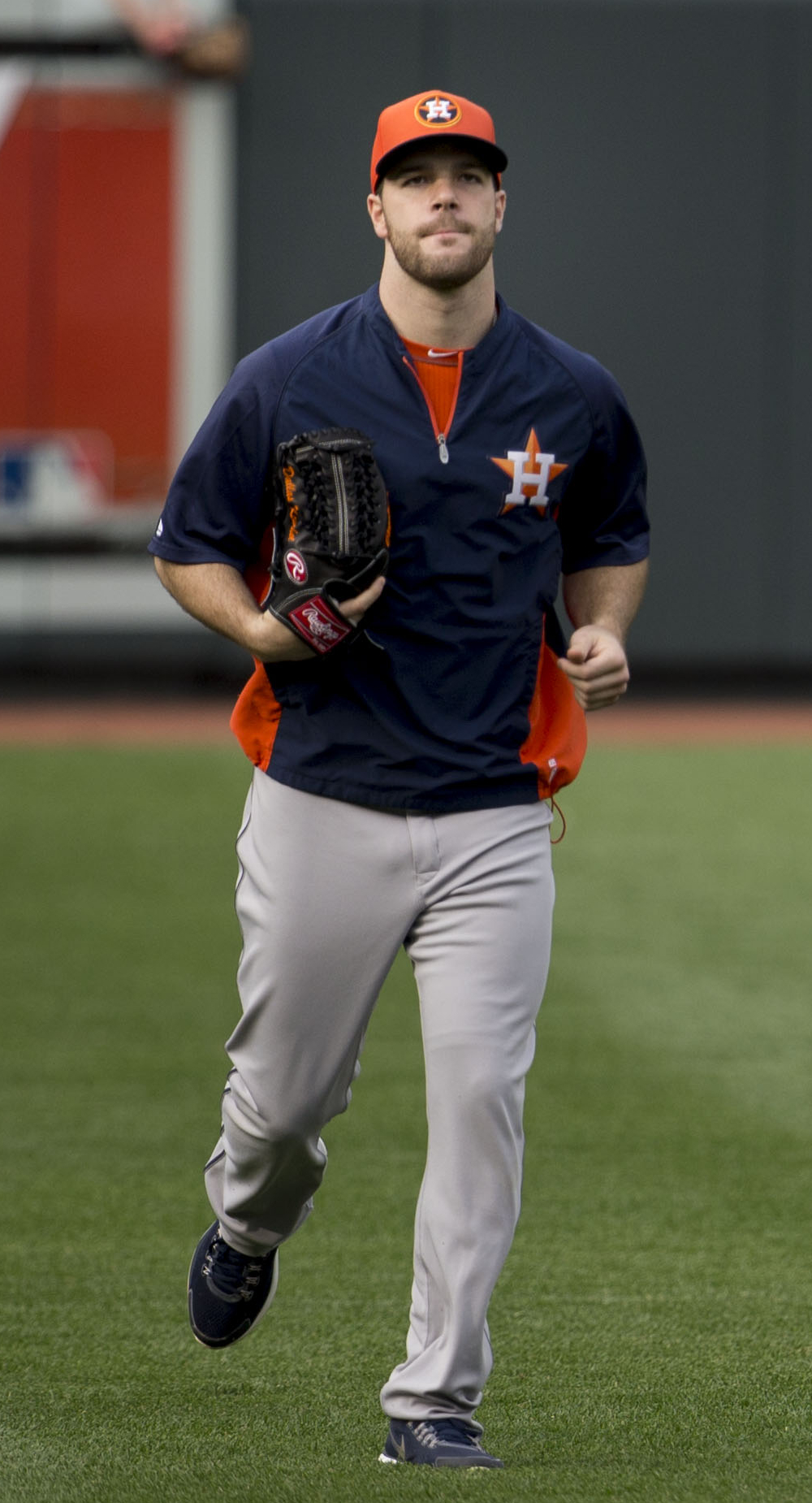
2013年球季的凱戈

凱戈是休士頓太空人於2009年大聯盟選秀會中第7輪所選中的選手。之後雙方簽下合約，而凱戈也進入太空人小聯盟體系開始職業生涯。2010年球季凱戈繳出防禦率2.70的成績。季中7月的時候凱戈升上2A體系繳出防禦率4.70的成績，整年度整體防禦率是3.36。在2011年凱戈繳出3.17防禦率的成績，之後升上3A的防禦率的成績是7.50。

## 球探報告
凱戈主要有四種球路，平均時速 90英里每小時（140每小時）的伸卡球；平均時速90英里每小時（140每小時）的四縫線快速球；平均時速87英里每小時（140每小時）的切球；平均時速80英里每小時（130每小時）的滑球：以及平均時速80英里每小時（130每小時）的變速球。

## 私人生活
凱戈有兩個小孩丹尼斯和泰瑞莎，另外還有一位姐姐Krista。

## 外部連結
- 達拉斯·凱戈在美國職棒（英语）
- 達拉斯·凱戈在日本職棒（英语）
- 達拉斯·凱戈在Baseball-Reference.com（大聯盟）（英语）
- 達拉斯·凱戈在Baseball-Reference.com（小聯盟以及海外聯盟）（英语）
- 達拉斯·凱戈在ESPN（MLB）（英语）
- 達拉斯·凱戈在FanGraphs.com（英语）
- 達拉斯·凱戈在The Baseball Cube（英语）
- Arkansas Razorbacks bio
- Dallas Keuchel的X（前Twitter）